# Parastrangalis lineigera
Parastrangalis lineigera är en skalbaggsart som först beskrevs av Leon Fairmaire 1889.  Parastrangalis lineigera ingår i släktet Parastrangalis och familjen långhorningar. Inga underarter finns listade i Catalogue of Life.